# Adriaen Backer
Adriaen (Adriaan) Tjer(c)ksz. Backer (Bakker) (Amsterdam, 1635 of 1636 — aldaar begraven op 23 mei 1684) was een Nederlands schilder en tekenaar actief in Amsterdam en Rome. Hij schilderde onder meer historiestukken en portretten, waaronder veel regentenstukken en andere groepsportretten.
Werk van Backer is te vinden in de collectie van onder meer het Rijksmuseum, het Amsterdam Museum, het Frans Hals Museum, Museum Boijmans Van Beuningen, het British Museum in Londen, de Gemäldegalerie in Berlijn en Statens Museum for Kunst in Kopenhagen. 
Voor het stadhuis op de Dam (nu Koninklijk Paleis) schilderde hij boven de ingang van de Schepenzaal een afbeelding van het laatste oordeel. In Ons' Lieve Heer op Solder hangt een schilderij van de kruisiging van Jezus, en in de burgemeesterskamer van het stadhuis van Haarlem hangt een schilderij van Backer dat een allegorie op de gerechtigheid afbeeldt.

## Levensloop
Adriaen Backer werd geboren in Amsterdam als zoon van Tjerk of Tjerck Backer, broer van de kunstschilder Jacob Adriaensz Backer, en Marritje Jacobs Dootshooft. Zijn ouders waren oorspronkelijk doopsgezind maar bekeerden zich op een gegeven moment naar het remonstrantse geloof.
Backer was waarschijnlijk in de leer bij zijn oom Jacob. Hij besteedde een aantal jaar in Italië; in de periode 1659-1666 was hij werkzaam in Rome. Terug in Amsterdam trouwde hij op 27 augustus 1669 met de eveneens remonstrante Elsje Colijn. Gerard Brandt schreef een gedicht ter gelegenheid van het huwelijk. Hierna ging hij wonen aan de Nieuwezijds Voorburgwal, achter het Begijnhof.
De Poolse kunstschilder Christoffel Lubieniecki was in de jaren 1670 in de leer bij Backer.

## Werken
| Datering | Titel                                                         | Verblijfplaats                                       | Afbeelding |
| -------- | ------------------------------------------------------------- | ---------------------------------------------------- | ---------- |
| 1670     | Anatomische les van Prof. Frederik Ruysch                     | Amsterdam Museum, Amsterdam                          |            |
| 1671     | Portret van Daniël Niëllius                                   | Rijksmuseum Amsterdam, Amsterdam                     |            |
| 1676     | Regenten van het Oude Mannen- en Vrouwengasthuis in Amsterdam | Staatliche Museen zu Berlin, Gemäldegalerie, Berlijn |            |
| 1683     | Regentessen van het Burgerweeshuis in Amsterdam               | Amsterdam Museum, Amsterdam                          |            |

- Biografisch Portaal: 00891512
- Gemeinsame Normdatei: 132560046
- International Standard Name Identifier: 0000 0000 6688 2326
- Library of Congress Control Number: no2015125541
- Nederlandse Thesaurus van Auteursnamen: 093638817
- RKD-Nederlands Instituut voor Kunstgeschiedenis: 3381
- Union List of Artist Names: 500027726
- Virtual International Authority File: 60245883
- WorldCat: E39PBJwXd4Pvcvp3cQXywBM3wC